# Priiútnoie

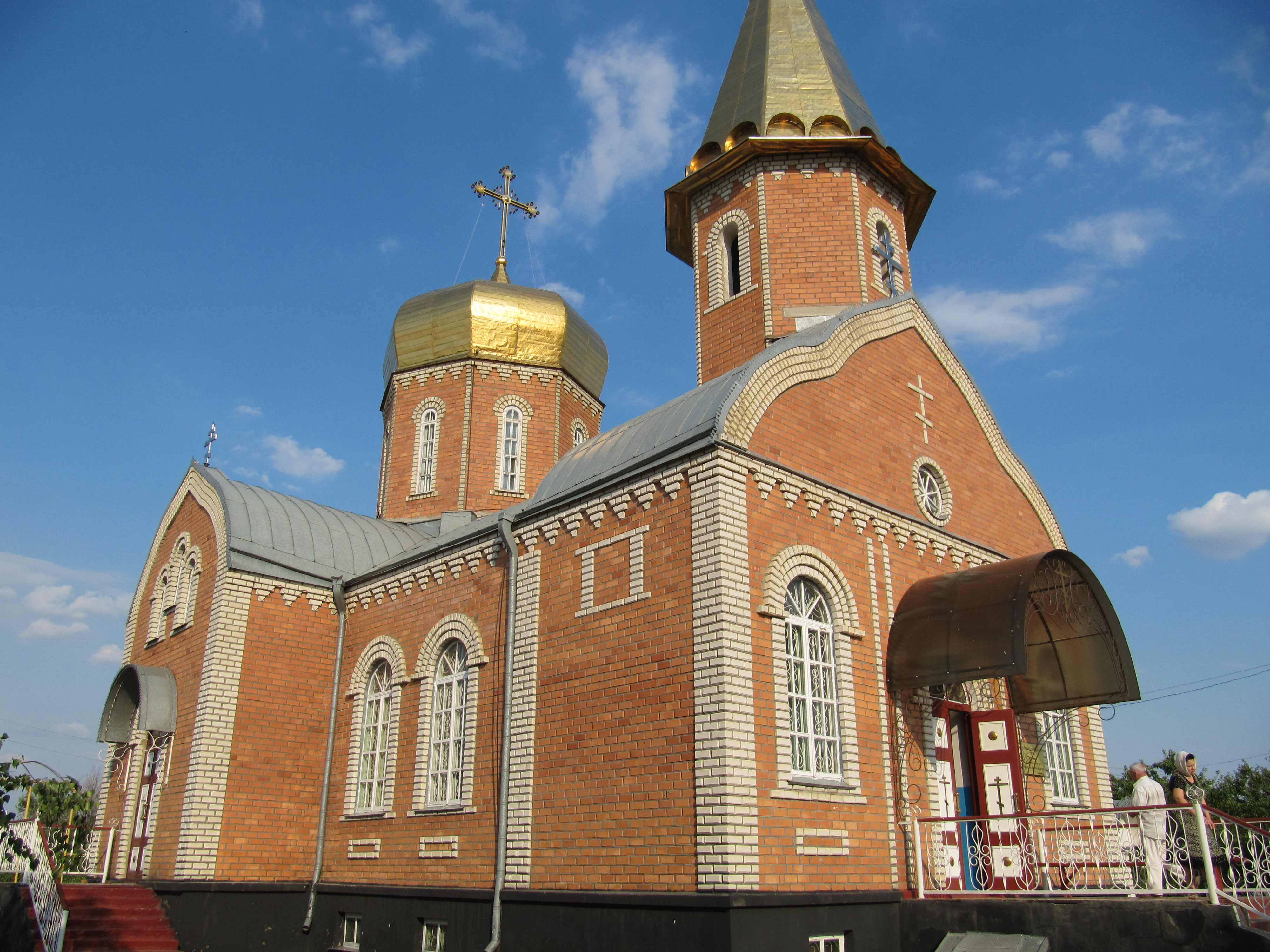
Església de Priiútnoie

Priiútnoie (en rus: Приютное) és un poble de Calmúquia, a Rússia, segons el cens del 2010 tenia 6.010 habitants És la seu administrativa del districte homònim.